# Lawrence Patrick
Lawrence Patrick, né en 1920 et mort le 30 avril 2006, est considéré comme l'un des pères du mannequin de crash test. 

## Biographie
Entre 1960 et 1975, alors qu'il était professeur de biomécanique à l'Université Wayne State de Detroit, Patrick a décrit son travail en disant : « J'étais un mannequin de crash test ». 
Il s'est soumis à des essais tels que d'être propulsé par fusée, à des écrasements de la tête et du corps, et à d'autres formes de violence physique dans le but de mettre au point un ensemble de données sur la façon dont le corps humain réagit dans un accident de voiture. 
L'un de ses étudiants, Harold Mertz (en), a ensuite développé Hybrid III (en), le mannequin d'essai de collision standard actuel. Lawrence Patrick s'est aussi soumis à l'effet d'un pendule de 50 livres contre la poitrine pour tester les effets d'une colonne de direction sur un humain. Il est mort de la maladie de Parkinson le 30 avril 2006 à l'âge de 85 ans .